# 1623 w polityce

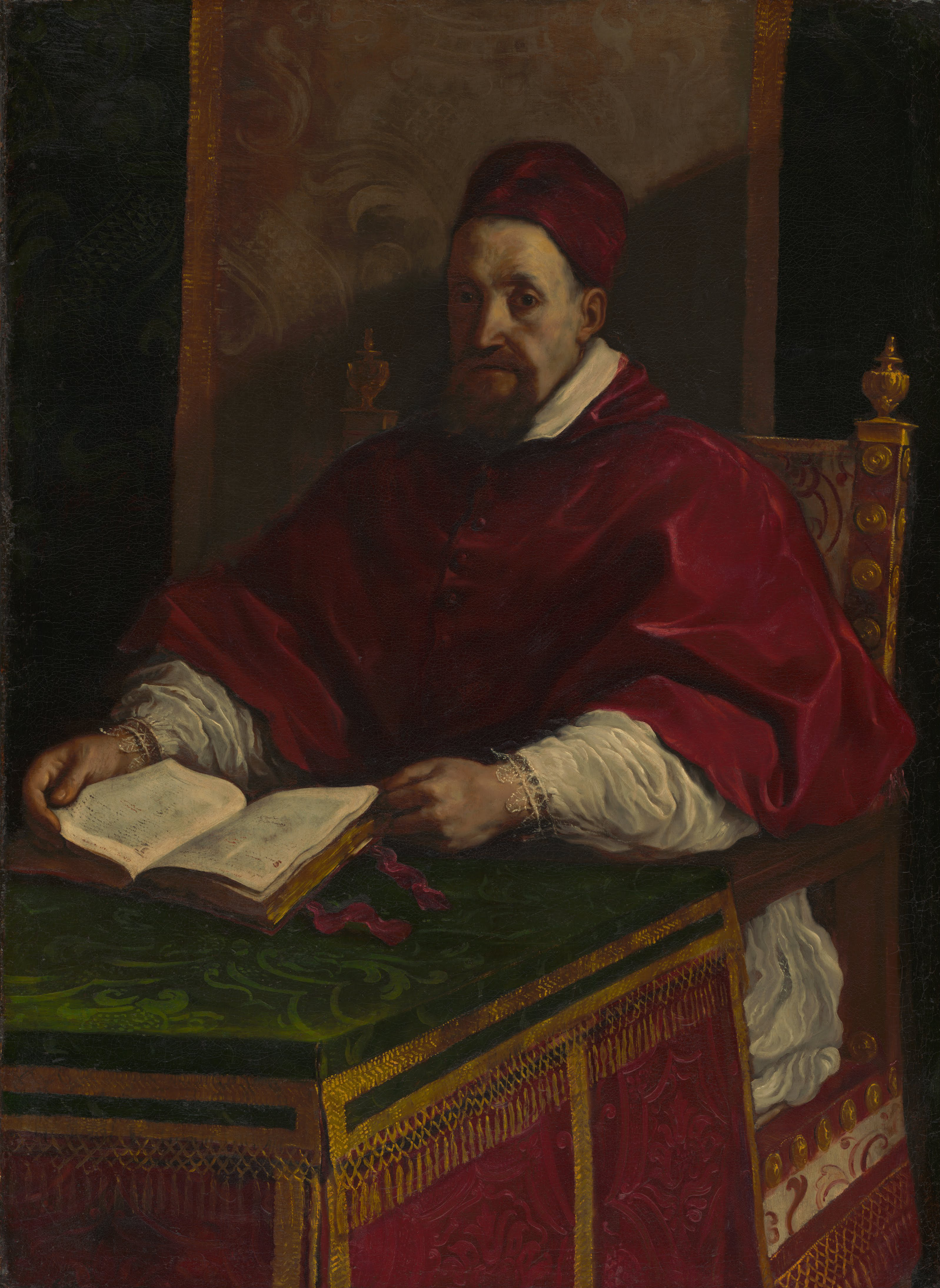
Grzegorz XV

Wydarzenia polityczne w 1623 roku.

## Zmarli
- 8 lipca Grzegorz XV, papież[1].